# LRAT
LRAT (англ. Lecithin retinol acyltransferase (phosphatidylcholine--retinol O-acyltransferase)) – білок, який кодується однойменним геном, розташованим у людей на короткому плечі 4-ї хромосоми.  Довжина поліпептидного ланцюга білка становить 230 амінокислот, а молекулярна маса — 25 703.
| 10         |  | 20         |  | 30         |  | 40         |  | 50         |
| ---------- |  | ---------- |  | ---------- |  | ---------- |  | ---------- |
| MKNPMLEVVS |  | LLLEKLLLIS |  | NFTLFSSGAA |  | GEDKGRNSFY |  | ETSSFHRGDV |
| LEVPRTHLTH |  | YGIYLGDNRV |  | AHMMPDILLA |  | LTDDMGRTQK |  | VVSNKRLILG |
| VIVKVASIRV |  | DTVEDFAYGA |  | NILVNHLDES |  | LQKKALLNEE |  | VARRAEKLLG |
| FTPYSLLWNN |  | CEHFVTYCRY |  | GTPISPQSDK |  | FCETVKIIIR |  | DQRSVLASAV |
| LGLASIVCTG |  | LVSYTTLPAI |  | FIPFFLWMAG |  |            |  |            |

A: Аланін

C: Цистеїн

D: Аспарагінова кислота

E: Глутамінова кислота

F: Фенілаланін

G: Гліцин

H: Гістидин

I: Ізолейцин

K: Лізин

L: Лейцин

M: Метіонін

N: Аспарагін

P: Пролін

Q: Глутамін

R: Аргінін

S: Серин

T: Треонін

V: Валін

W: Триптофан

Кодований геном білок за функціями належить до трансфераз, ацилтрансфераз. 
Задіяний у такому біологічному процесі як поліморфізм. 
Локалізований у цитоплазмі, мембрані, ендоплазматичному ретикулумі, ендосомах.